# AGOVVアペルドールン
AGOVVアペルドールン（AGOVV Apeldoorn, オランダ語発音: [ˌaː.ɣeɪ̯.oʊ̯.veɪ̯.ˈveɪ̯ ˈaːpəɫ.ˌdɔːrn]）は、オランダ・アペルドールンに本拠地を置くアマチュアサッカークラブである。プロクラブとしての最終シーズンとなった2012-13シーズンはエールステ・ディヴィジ（2部）に在籍していた。

## 歴史
1913年2月25日にAGOSVとして設立された。AGOSVという接頭辞の「A」はApeldoornseを、「G」はGeheelを、「O」は Onthoudersvoetbalverenigingを、「S」はSteedsを、「V」はVoorwaartsを意味していた。ヘルダーラントのサッカー協会に加盟すると、すでにSteeds Voorwaartsと呼ばれるクラブがあったために名称変更を余儀なくされ、AGOVVとなった。「A」と「G」の意味はそれまでと同じであるが、「O」はOnthoudersを、「VV」はVoetbal verenigingを意味するように変化し、全体で「禁酒家のためのアペルドールンのサッカークラブ」を意味した。AGOVVという接頭辞は変化していないが、それぞれのアルファベットが表す単語は名称変更時から変化している。現在は「A」がAlleenを、「G」がGezamenlijkを、「O」がOefenenを、「VV」がVoert Verderを表し、全体で「Only Practising Together Brings us Further」という意味である。
1954年にはオランダリーグがプロ化され、AGOVVもプロクラブ化されたが、1971年には財政問題のためにアマチュアリーグに降格した。2003年7月1日、再びプロリーグであるエールステ・ディヴィジ（2部）に復帰した。2003-04シーズンにはクラース・ヤン・フンテラールが26得点を挙げてエールステ・ディヴィジの得点王に輝いた。2013年1月11日、AGOVVのプロ部門は破産を宣告され、リーグ規定によりエールステ・ディヴィジから除外された。それまでに行なっていた2012-13シーズンの結果は抹消され、プロ部門が解散したため、全ての選手とスタッフはフリーエージェントとなった 。クラブのアマチュア部門はアマチュアリーグで活動を継続しており、トゥウェーデ・クラッセ（オランダ6部に相当する）などでプレーしている。

## タイトル
- KNVBカップ :

準優勝 (1) : 1938
- フーフトクラッセ

優勝 (1) : 2001-2002
- サンデー・フーフトクラッセ

優勝 (1) : 2001-2002

## 成績
オランダリーグが1956年にプロ化されてからの成績
| シーズン                                     | ディビジョン                         | 国内リーグ     | 国内カップ | 備考                             |
| -------------------------------------------- | ------------------------------------ | -------------- | ---------- | -------------------------------- |
| 2011–12                                      | エールステ・ディヴィジ （2部）       | 17位           | 2回戦敗退  |                                  |
| 2010–11                                      | エールステ・ディヴィジ （2部）       | 15位           | 4回戦敗退  |                                  |
| 2009–10                                      | エールステ・ディヴィジ （2部）       | 6位            | 2回戦敗退  | 昇降格プレーオフ出場、昇格できず |
| 2008–09                                      | エールステ・ディヴィジ （2部）       | 11位           | 3回戦敗退  |                                  |
| 2007–08                                      | エールステ・ディヴィジ （2部）       | 18位           | ベスト16   |                                  |
| 2006–07                                      | エールステ・ディヴィジ （2部）       | 20位           | 2回戦敗退  |                                  |
| 2005–06                                      | エールステ・ディヴィジ （2部）       | 10位           | 3回戦敗退  | 昇降格プレーオフ出場、昇格できず |
| 2004–05                                      | エールステ・ディヴィジ （2部）       | 10位           | 2回戦敗退  |                                  |
| 2003–04                                      | エールステ・ディヴィジ （2部）       | 10位           | 2回戦敗退  |                                  |
| 1971年から2003年まではアマチュアリーグに在籍 |                                      |                |            |                                  |
| 1970–71                                      | トゥウェーデ・ディヴィジ （当時3部） | 9位            | 1回戦敗退  | アマチュアリーグへ               |
| 1969–70                                      | トゥウェーデ・ディヴィジ （当時3部） | 15位           |            |                                  |
| 1968–69                                      | トゥウェーデ・ディヴィジ （当時3部） | 17位           |            |                                  |
| 1967–68                                      | トゥウェーデ・ディヴィジ （当時3部） | 17位           |            |                                  |
| 1966–67                                      | トゥウェーデ・ディヴィジ （当時3部） | 21位           |            |                                  |
| 1965–66                                      | トゥウェーデ・ディヴィジ （当時3部） | グループA 11位 |            |                                  |
| 1964–65                                      | トゥウェーデ・ディヴィジ （当時3部） | グループA 2位  |            | 昇格プレーオ出場、昇格できず     |
| 1963–64                                      | トゥウェーデ・ディヴィジ （当時3部） | グループB 8位  |            |                                  |
| 1962–63                                      | トゥウェーデ・ディヴィジ （当時3部） | グループA 2位  |            | 昇格プレーオ出場、昇格できず     |
| 1961–62                                      | エールステ・ディヴィジ （2部）       | グループA 8位  |            | トゥウェーデ・ディヴィジ降格     |
| 1960–61                                      | エールステ・ディヴィジ （2部）       | グループA 16位 |            |                                  |
| 1959–60                                      | エールステ・ディヴィジ （2部）       | グループB 9位  | 開催されず |                                  |
| 1958–59                                      | エールステ・ディヴィジ （2部）       | グループA 3位  |            |                                  |
| 1957–58                                      | エールステ・ディヴィジ （2部）       | グループA 14位 |            |                                  |
| 1956–57                                      | エールステ・ディヴィジ （2部）       | グループB 15位 |            |                                  |

## 歴代所属選手
- ピーター・ボス 1984-1985
- デミー・デ・ゼーウ 1995-2001（ユース）
- クラース・ヤン・フンテラール 2003-2004
- 千葉和彦 2003-2005
- レイモント・ファン・デル・ハウヴ 2004-2007
- ドリース・メルテンス 2006-2009
- ナセル・シャドリ 2007-2010